# Hubert Claus
Hubert Claus (* 2. Februar 1854 in Ruhrort; † 21. August 1907 in San Martino di Castrozza) war ein deutscher Eisenhüttenmann.

## Leben
Nach einem Studium an der TH Aachen begann Hubert Claus seine berufliche Laufbahn bei der Dortmunder Union, zunächst als Volontär, dann als Ingenieur. 1875 wurde er Betriebsingenieur des Eisenhüttenwerkes in Thale. Nach fünf Jahren Betriebszugehörigkeit wurde er in die Direktion berufen. 1885 erfolgte die Bestellung zum alleinigen Vorstand des Werkes. Unter seiner Führung stieg die Anzahl der im Werk beschäftigten Arbeiter von 300 auf knapp 5000. Schwerpunkte der Produktion waren emaillierte Gusswaren sowie gestanzte und emaillierte Blechwaren. 1899 ließ Claus ein Siemens-Martin-Stahlwerk errichten, 1903 ein Schweißwerk für Blecharbeiten aller Art.
Hubert Claus war Mitglied des Vereins Deutscher Ingenieure (VDI) und des Sächsisch-Anhaltinischen Bezirksvereins des VDI. Er gehörte den Vorständen des Vereins deutscher Eisen- und Stahlindustrieller und des Zentralverbandes deutscher Industrieller an. Er war in den Aufsichtsräten zahlreicher Unternehmen vertreten.
Hubert Claus starb während eines Kuraufenthaltes in San Martino di Castrozza an den Folgen eines Herzinfarktes. Er führte den Ehrentitel eines Kommerzienrats.